# 1 E19 s 以上
1019 s（3200億年）より大きな時間のリスト。
| 値          | 値                 | 説明 |
| ----------- | ------------------ | --- |
| 1.00×1019 s | 3.2×1011年         | 10 エクサ秒 (Es)                                                                                          |
| 1.84×1019 s | 5.8×1011年         | 1秒に1手ずつのペースで、64枚円盤があるハノイの塔を完全に移し変えるまでにかかる時間。(264-1 秒 ≒ 5845億年) |
| 1.04×1020 s | 3.3×1012年         | ヒンドゥー教の教えによるブラフマーの寿命                                                                  |
| 1.00×1021 s | 3.2×1013年         | 1 ゼタ秒 (Zs)                                                                                             |
| 2.43×1023 s | 7.7×1015年         | カドミウム-113の半減期                                                                                    |
| 1.00×1024 s | 3.2×1016年         | 1 ヨタ秒 (Ys)                                                                                             |
| 4.42×1024 s | 1.4×1017年         | バナジウム-50の半減期                                                                                     |
| 5.68×1024 s | 1.8×1017年以上     | クロム-50の半減期                                                                                         |
| 1.89×1026 s | 6×1018年以上       | カルシウム-48の半減期                                                                                     |
| 6.00×1026 s | (1.9 ± 0.2)×1019年 | ビスマス-209の半減期                                                                                      |
| 1.00×1027 s | 3.2×1019年         | 1 ロナ秒 (Rs)                                                                                             |
| 9.78×1029 s | 3.1×1022年以上     | 鉄-54の半減期                                                                                             |
| 1.00×1030   | 3.2×1021年         | 1 クエタ秒 (Qs)                                                                                           |

現代の物理学から考えられる非常に長い時間スケールの物理過程について以下にまとめる。なお、全ての事象の前提として、我々の宇宙が開いた宇宙である、すなわち宇宙膨張が永遠に続くことを仮定している。
ただし、以下のリストは各物理過程が持つ典型的な時間スケールを単に長さの順に挙げたものであり、各事象で仮定している前提条件などもそれぞれ異なっている。したがって、これがこのままの順序で我々の将来の宇宙で実際に起こるわけではない。未来の我々の宇宙に起こると予想される事象の詳細については宇宙の終焉を参照のこと。
1014 年
軽い恒星が冷却するまでの時間。恒星は質量が軽い星ほど寿命が長い。最も軽い恒星の質量は太陽質量の約0.08倍で、このような星は赤色矮星と呼ばれる。この質量の赤色矮星の寿命は約14兆年（1.4 × 1013年）と推定されている。核融合の燃料となる水素を使い尽くした赤色矮星は白色矮星となり、熱放射を出しながら背景の宇宙と熱平衡に達するまで冷却していく。また、現在の宇宙の銀河で起こっている星形成は、星の材料となるガス雲が次第に減るために1013 - 1014年後には起こらなくなると考えられている。よって最後のガス雲から生まれた最も軽量の赤色矮星は約 2 × 1014 年後には冷え切ってしまうと考えられる。
1015 年
惑星が公転軌道から外れるまでの時間。2つの恒星が互いに近接遭遇を起こすと、恒星が従えていた惑星系の惑星は軌道を乱され、母星から飛び出す可能性がある。このような現象が起こる時間スケールがこの程度の時間である。母星に近い軌道を回る惑星ほど、このような近接遭遇で飛び出す確率は小さい。
1019 年
恒星が銀河から飛び出すまでの時間。2つの恒星が十分に近い距離まで近づく近接遭遇を起こすと、星同士の間で軌道運動のエネルギーが交換され、より質量の小さい星の方がエネルギーを得る傾向がある。このような遭遇を繰り返すことで、低質量の星が銀河の重力場を飛び出せるほどのエネルギーを得ることがある。
1020 年
重力波の放射により、星の軌道が壊れるまでの時間。加速度運動を行う荷電粒子が電磁波を放射するのと同様に、加速度運動する物体は重力波を放射してエネルギーを失うことが知られている。しかし通常の恒星の運動程度の加速度で放射される重力波は非常に弱いものである。よってこの過程で恒星の軌道が完全に壊れるにはこの程度の時間が必要となる。
1030 年
銀河を構成する全ての星が銀河中心の大質量ブラックホールに呑み込まれるまでの時間。銀河中心に存在する大質量ブラックホールの質量消費率は約10-4 - 10-3太陽質量／年の程度と見積もられている。よってこの割合で典型的な銀河の質量（1011太陽質量）を呑み込むまでの大まかな時間スケールはこの程度になる。
1036 年
陽子が崩壊するまでの時間（大統一理論が正しい場合）。
1067 年
1太陽質量のブラックホールがホーキング輻射によって蒸発するまでの時間

10100 年
1011太陽質量、すなわち銀河の質量とほぼ等しい超大質量ブラックホールがホーキング輻射によって蒸発するまでの時間。ブラックホールがホーキング輻射で蒸発するまでの時間はブラックホールの質量の3乗に比例する。
101500 年
全ての物質が鉄に壊変するまでの時間（陽子が崩壊しない場合）。鉄の星も参照。